# 埼玉県道156号三郷幸手自転車道線

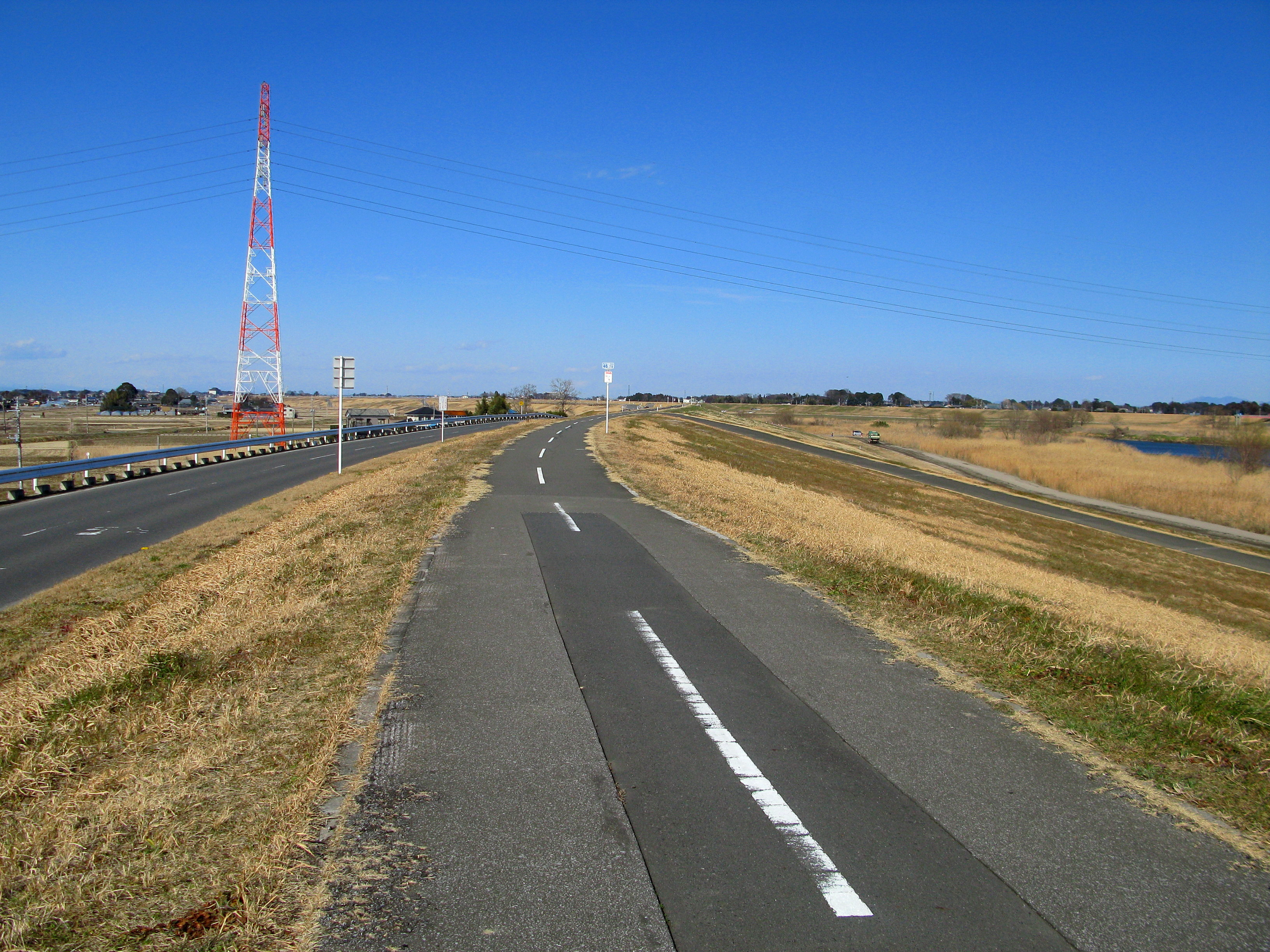
春日部市上金崎地区（2012年2月）

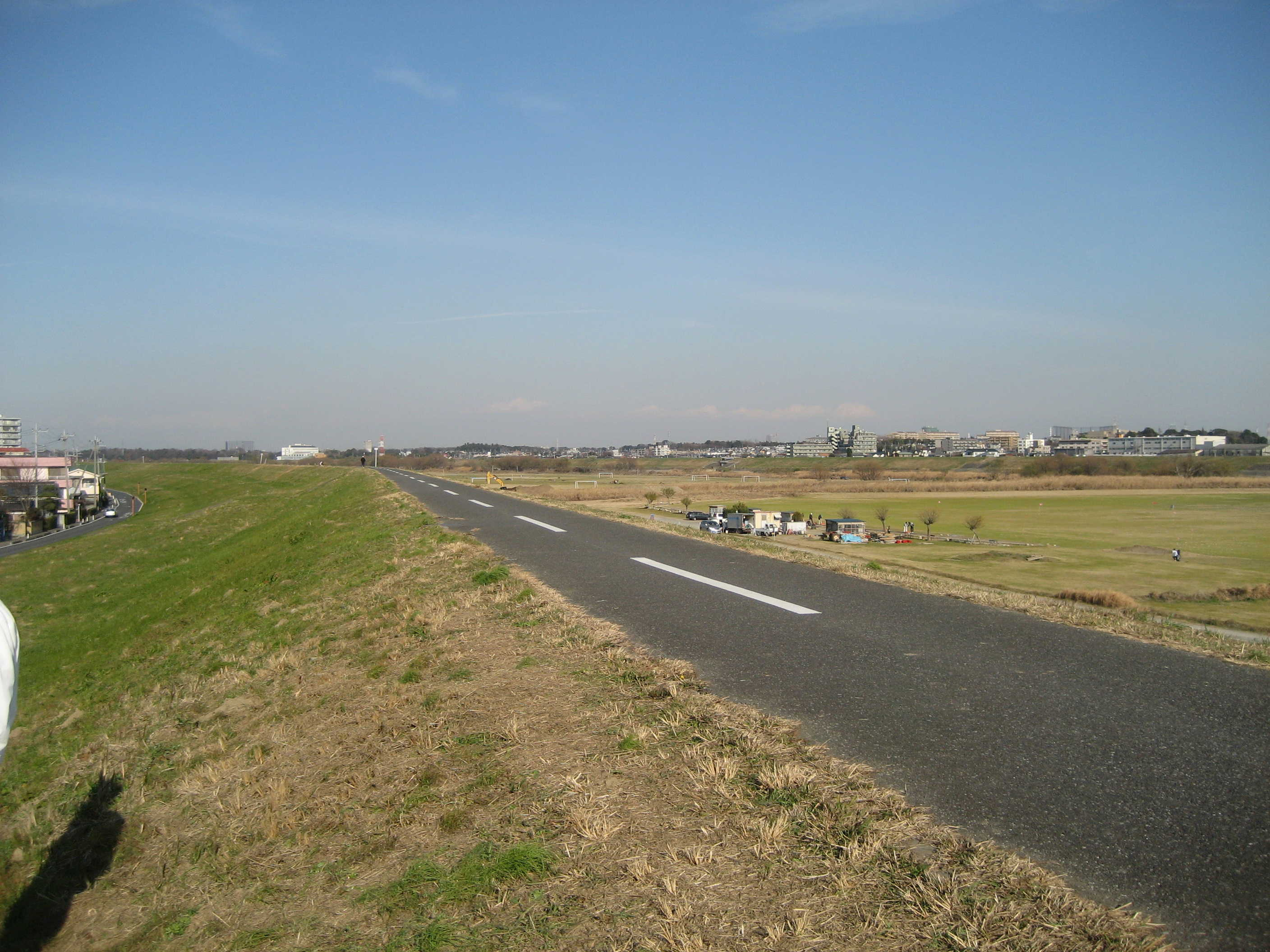
三郷市内

埼玉県道156号三郷幸手自転車道線（さいたまけんどう156ごう みさとさってじてんしゃどうせん）は、埼玉県三郷市から同県幸手市に至る江戸川の右岸に沿う都道府県道・自転車歩行者専用道路・大規模自転車道である。一般には、江戸川自転車道または江戸川サイクリングロードと呼ばれている。

## 路線概要

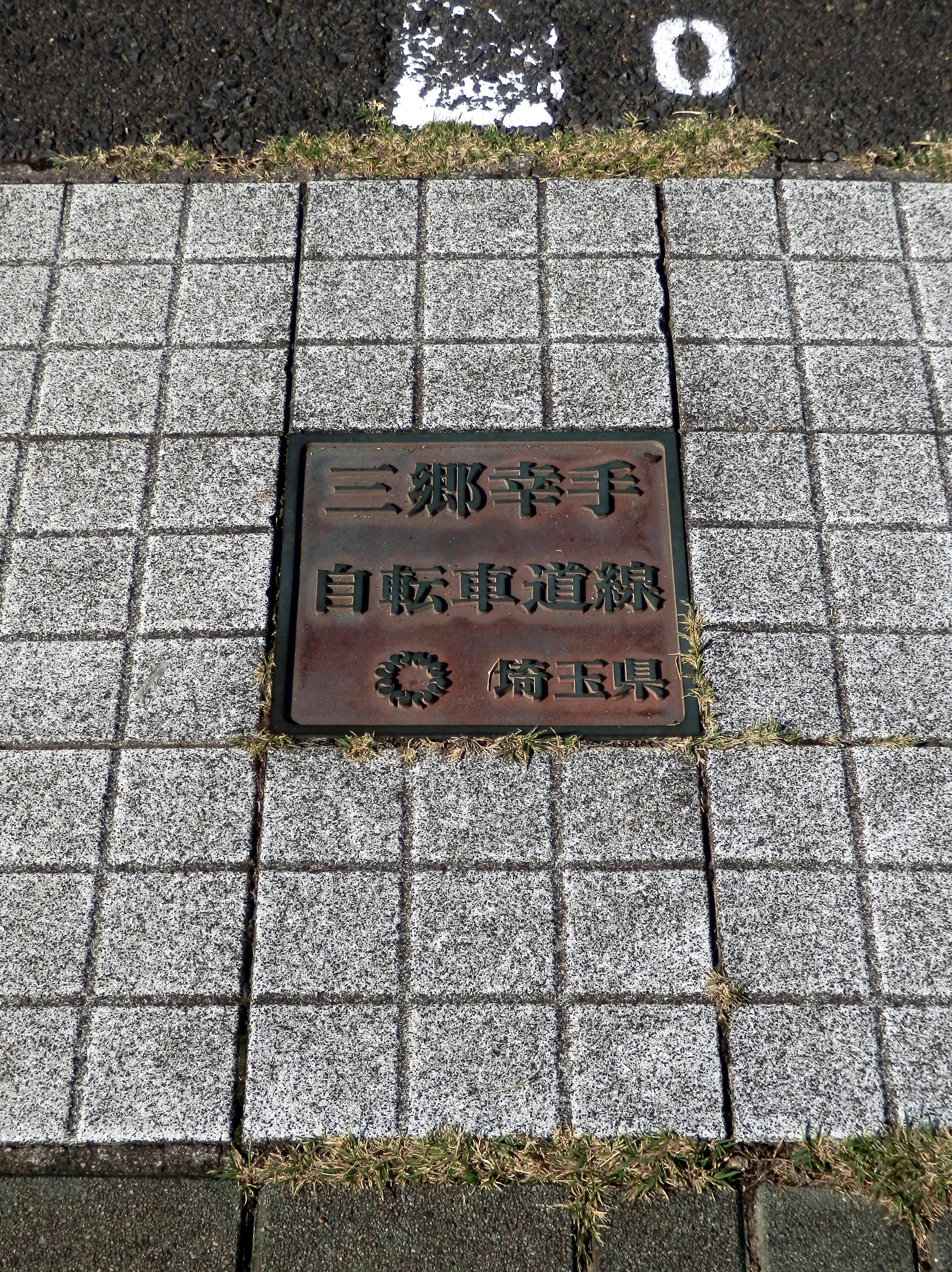
埼玉県道156号三郷幸手自転車道線・起点道路標（川のキロポスト19.75km付近）（2023年10月）

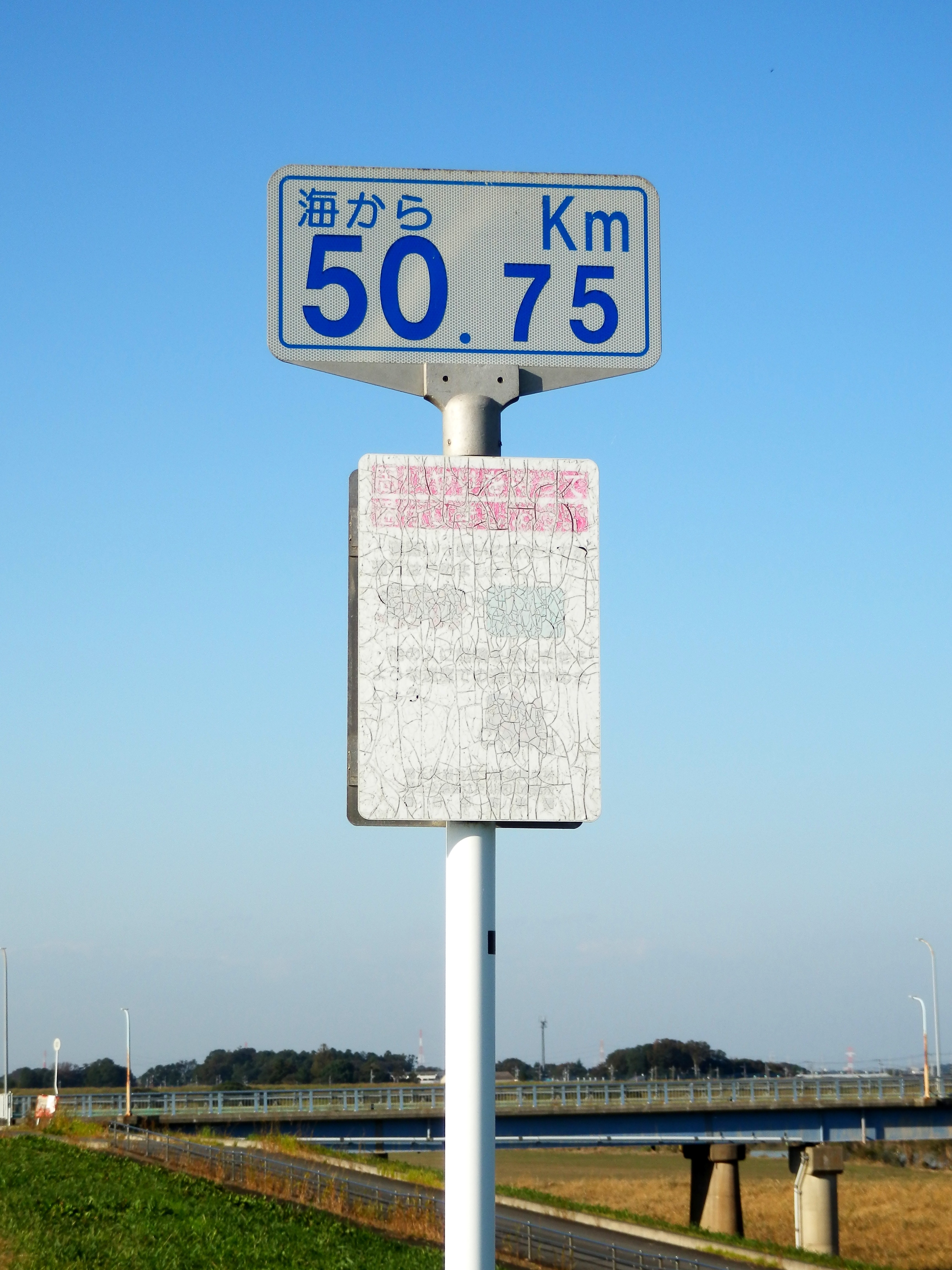
キロポスト（宝珠花橋付近）

- 起点：三郷市高洲[1]
- 終点：幸手市大字中島[1]（埼玉県道26号境杉戸線交点付近）
- 総距離：37.7km[1]
- 整備着手年度と県道路線の認定：1980年度（昭和55年度）に整備着手[3]、同年12月12日に県道路線認定[4]。

### 通過する自治体
- 埼玉県
  - 幸手市 - 北葛飾郡杉戸町 - 春日部市（旧・庄和町地域） - 北葛飾郡松伏町 - 吉川市 - 三郷市

### 自治体毎実延長距離
- 幸手市　2.812km[5]
- 杉戸町　2.357km[5]
- 春日部市　9.145km[6]
- 松伏町　3.792km[6]
- 吉川市　9.237km[6]
- 三郷市　9.990km[6]

### キロポスト
- 250m毎にキロポストが設置されており、河口からの距離を知ることが出来る。

## 接続・交差する道路と鉄道
- 埼玉県道26号境杉戸線（関宿橋[7]）

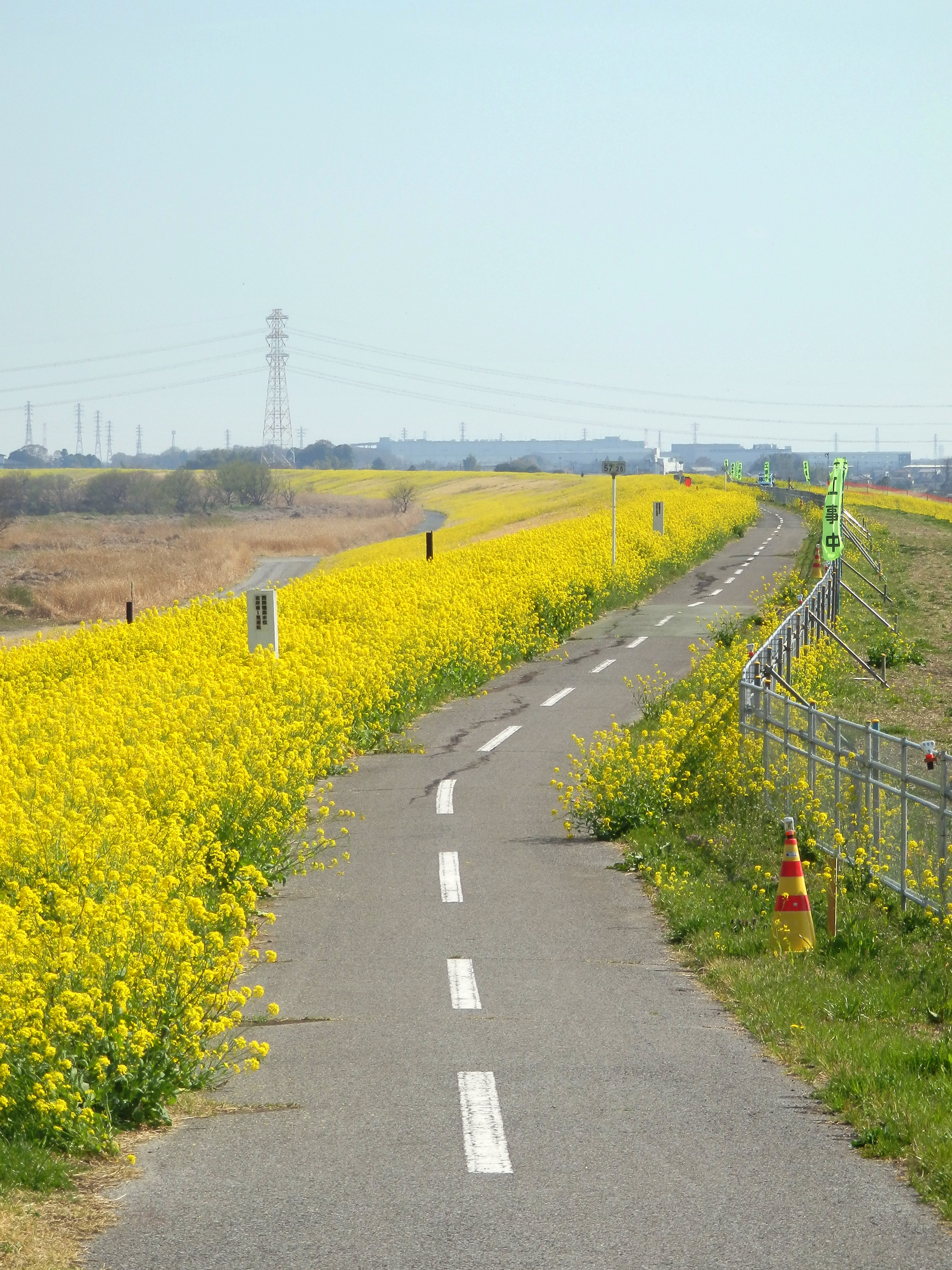
関宿橋上から見た南（下流）方向（2021年3月）

- 埼玉県道183号次木杉戸線（宝珠花橋[8]・宝珠花歩道橋[9]）
- 埼玉県道321号西金野井春日部線（当該自転車道（堤防天端）から降り、国土交通省江戸川河川事務所江戸川上流出張所付近にて接続）
- 国道16号（金野井大橋[10]）
- 東武野田線（南桜井駅-川間駅間）（江戸川橋梁[11]）
- 埼玉県道19号越谷野田線（野田橋[12]）
- 埼玉県道326号川藤野田線（玉葉橋[13]）
- 常磐自動車道（三郷料金所-流山IC間）（江戸川橋[14]）
- 都市軸道路（三郷流山橋）(有料道路)[15]
- 埼玉県道29号草加流山線・埼玉県道52号越谷流山線（流山橋[16]・流山人道橋[17]）
- JR武蔵野線（三郷駅-南流山駅間）（江戸川橋梁[18]）
- 首都圏新都市鉄道つくばエクスプレス線（三郷中央駅-南流山駅間）（江戸川橋梁）
- 埼玉県道295号松戸三郷線（旧称：松戸三郷有料道路）（上葛飾橋[19]）

## 主な沿線施設等

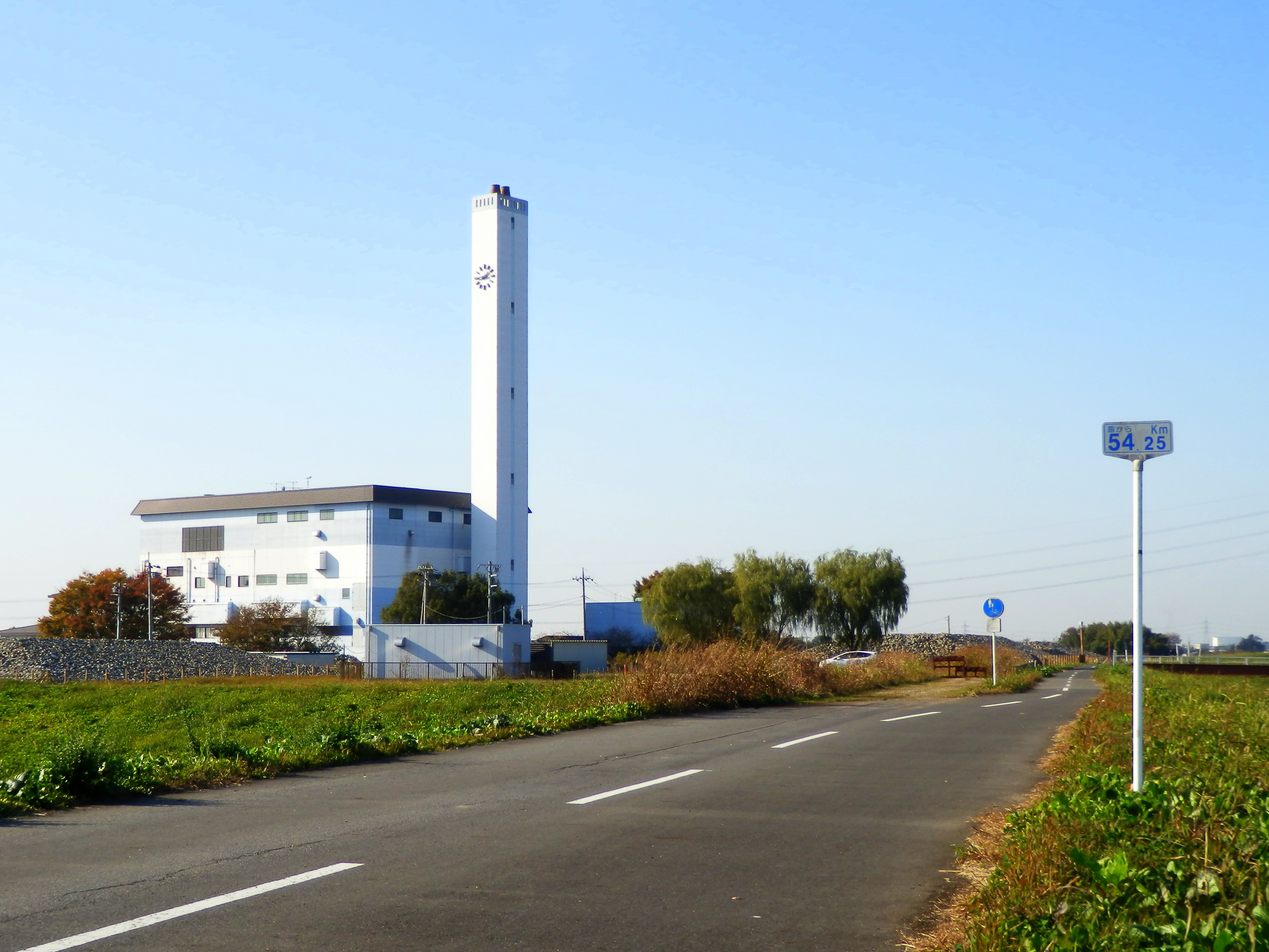
杉戸町環境センターと54.25kmポスト

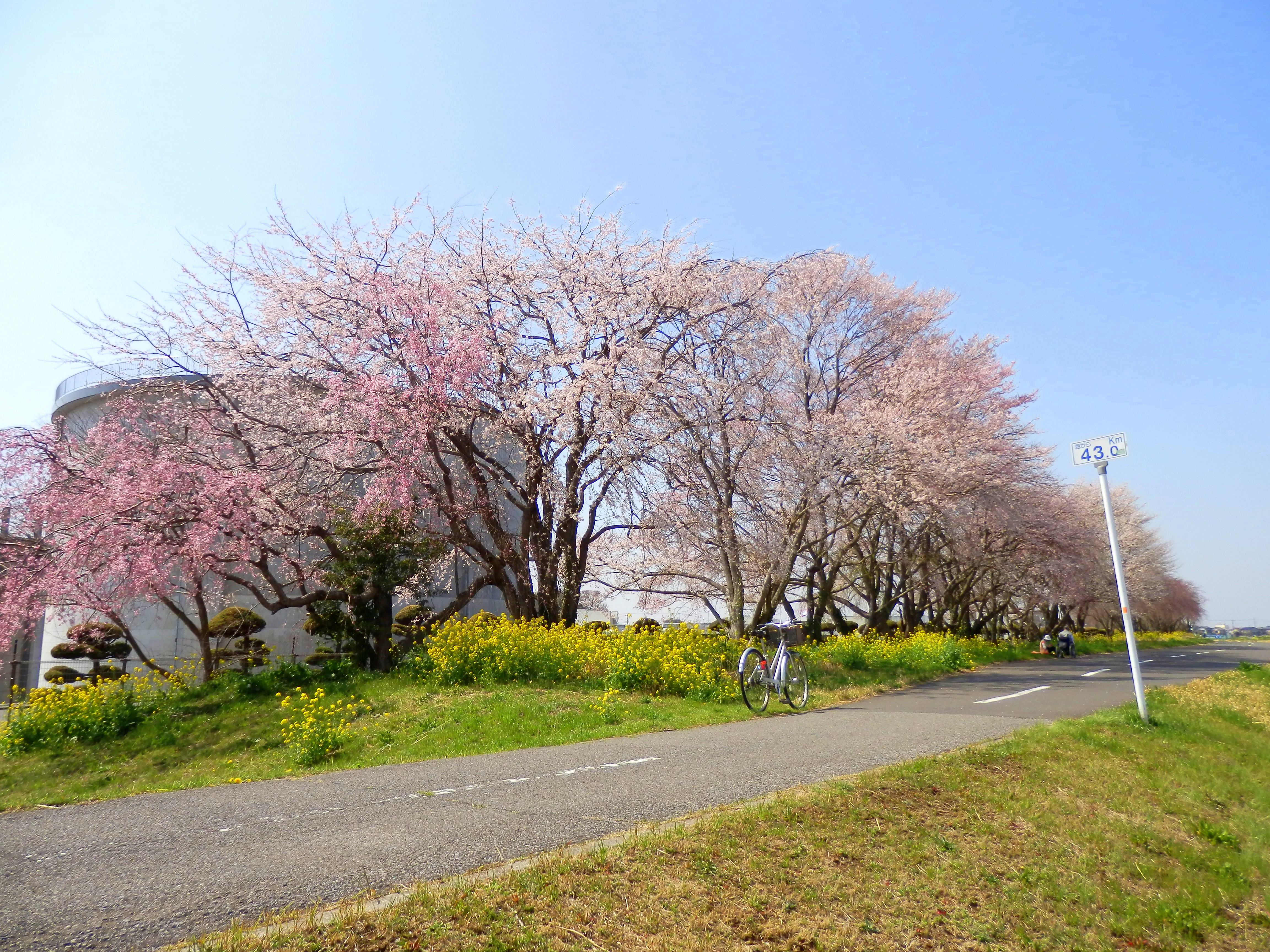
庄和浄水場脇の垂れ桜並木と43.0kmポスト

- 中川上流排水機場（幸手放水路）
- 杉戸町環境センター[20]（ふれあい施設「エコ･スポいずみ」が近接立地）
- 宝珠花滑空場[21]（明治大学体育会航空部管理[22]）
- 大凧公園（春日部市西宝珠花「大凧会館」解体跡地）
- 大凧文化交流センター[23]（愛称：ハルカイト[24]、旧・宝珠花小学校を改修・活用）
- 首都圏外郭放水路 龍Ｑ館
- 金野井揚水機場（金野井用水路）
- 庄和浄水場[25]（埼玉県企業局）
- 庄和工業団地
- 茨城急行自動車　本社・松伏営業所
- 東埼玉テクノポリス
- 吉川地区江戸川広域運動公園
- 吉川公園
- 吉川河川防災ステーション（玉葉橋の南西方向に立地。※2026年度(令和8年度)の事業完了を目指して整備中[26]）
- 本多静六博士の森[27]（キロポスト34.75km付近）
- KOSHIGAYA GOLF CLUB
- 江戸川運動公園
- 三郷駅
- 大場川上流排水機場[28]
- 三郷排水機場（三郷放水路）
- サンケイスポーツセンター
- 大場川下流排水機場[29]
- 東京都立水元公園
- 埼玉県立みさと公園

## 休憩施設・休憩可能施設

### 本線上施設
松伏休憩所
松伏町が2017年に設置。

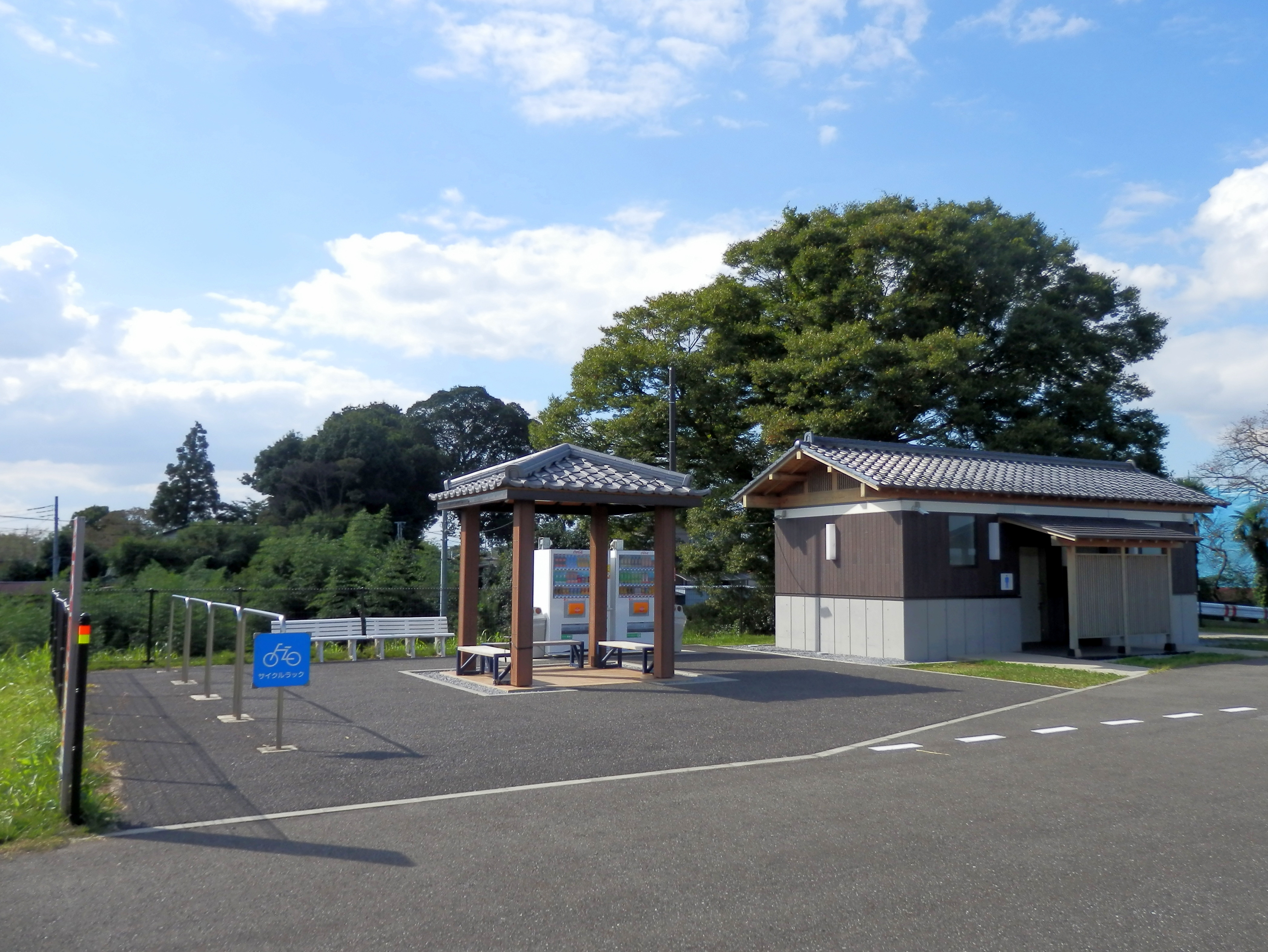
松伏休憩所（2020年10月）

- 住所 - 松伏町築比地(つきひじ)2058（キロポスト41.5km付近）
- 設備 - トイレ（男／女／身障者等）、あずまや、ベンチ、サイクルラック、自動販売機（飲料系）

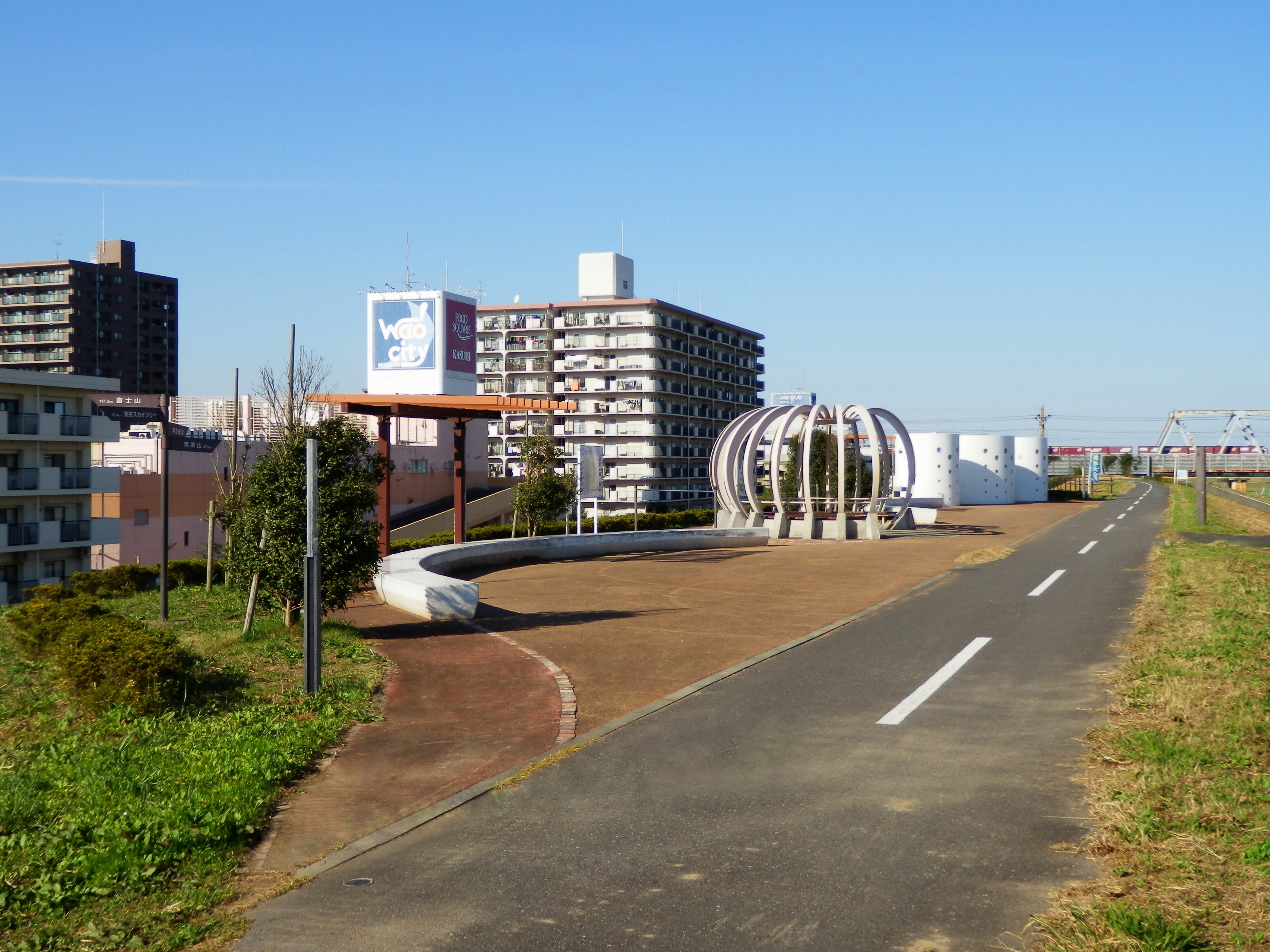
みさとの風ひろば（2020年10月）

みさとの風ひろば
三郷市が2014年4月に設置。名称は公募して決定されたもの。
- 住所 - 三郷市三郷1丁目（キロポスト26.75km付近）
- 設備 - トイレ（男／女／身障者等）、水飲み・手洗い場、ベンチ、サイクルラック、AED（自動体外式除細動器[33]）

### 近隣施設
ふれあいセンター エコ・スポいずみ
杉戸町が建設し1997年7月20日にオープン。杉戸町環境センターに近接しており、同センターのゴミ焼却による余熱を利用した温浴施設を備えている。
- 住所 - 杉戸町大字木津内524番地（キロポスト54.5km付近から500m前後離れた場所に立地）
- 設備 - トイレ（男／女／身障者等）、ベンチ、サイクルラック、多目的スペース、AED（自動体外式除細動器[35]）、その他

大凧公園
春日部市が大凧会館の解体跡地に整備した公園。
- 位置 - 当該自転車道と宝珠花橋との交点（キロポスト51.0km付近）を起点とした場合、交点から県道183号で西宝珠花交差点へ向かい（約300m）この交差点を右折。県道375号を北へ走行（約100m）し、「大凧公園P」看板が入口目印。
- 住所 - 春日部市西宝珠花637-1（宝珠花橋直近キロポスト51.0km付近から、約500m離れた地点に立地）
- 設備 - トイレ（男／女）、水飲み・手洗い場、あずまや、ベンチ

大凧文化交流センター（愛称：ハルカイト）
春日部市が旧・宝珠花小学校の設備を改修・活用して2024年8月1日に開設。愛称は公募して決定されたもの。
- 位置 - 西宝珠花交差点から西へ250m前後に立地し、上記の大凧公園に近接している。
- 住所 - 春日部市西宝珠花593番地（旧・宝珠花小学校跡地）
- 設備 - トイレ（男／女／身障者等）、駐輪場、多目的ホール、大凧文化展示室、大凧文化継承室、歴史展示室、AED(自動体外式除細動器[39])、その他（※施設の開所時間内であれば利用予約をしていなくても交流室・多目的ホール・多目的広場・宝珠花サロン・各展示室・授乳室は自由に利用可）

庄和排水機場（首都圏外郭放水路：龍Ｑ館を併設）
2006年度完成。入り口付近にトイレ・駐輪場があり自転車道の利用者も使用できる。また敷地内奥には多目的広場があり、あずまや・ベンチなどもあって休憩に利用することが可能。またこの施設は関東の富士見百景（国土交通省関東地方整備局が主催）の一つとして選定されている。
- 住所 - 春日部市上金崎720（キロポスト46.75km付近）
- 設備 - トイレ（男／女／多目的（身障者・オストメイト・乳幼児等））、駐輪場、自動販売機（飲料系）、多目的広場（あずまや・ベンチなどあり）

## 通行規制等
マラソン大会や各種のイベントに使用されることがあり、参加者・スタッフ・観客等との事故防止が呼びかけられる。通行が規制される際には周辺の一般道や対岸の千葉県道401号松戸野田関宿自転車道線への迂回を求められる。

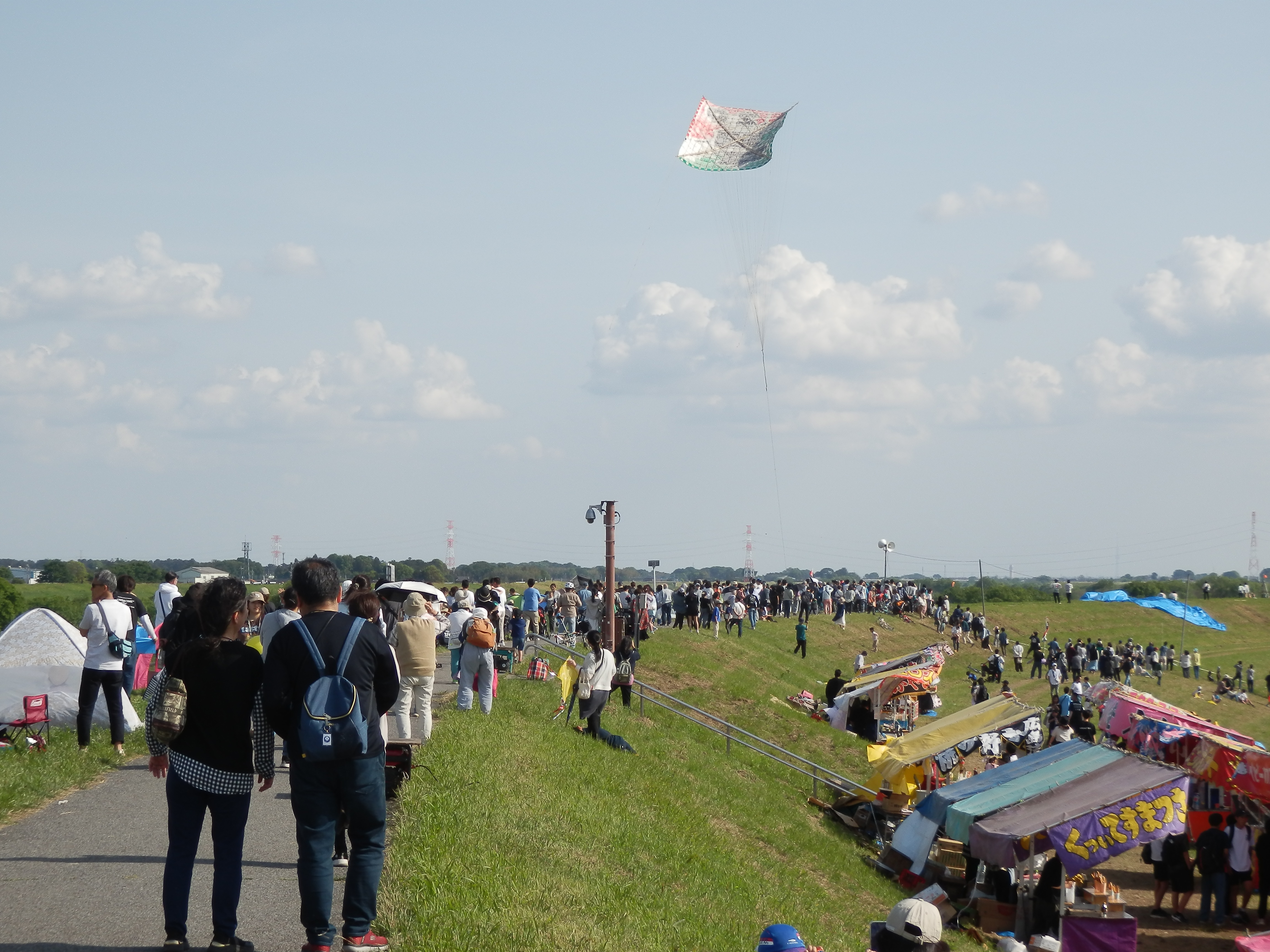
本道が通行規制された状況の一例（春日部大凧あげ祭り時・2025年5月5日）

### 本線が通行規制されるイベント
みさとシティハーフマラソン
例年2月上旬または中旬 （対象区間：みさと協立病院（三郷市田中新田）付近から、大場川に架かる横堀橋（三郷市新和5丁目）付近の間）
春日部・大凧あげ祭り
例年5月3日・5日 （対象区間：埼玉県道183号次木杉戸線（宝珠花橋）交点から下流への数百m）
春日部・大凧マラソン大会
例年5月4日（対象区間：国道16号（金野井大橋）付近から上流への約4Km）

### 通行時要注意イベント
みさと船着場フェスティバル
例年5月中旬／江戸川・三郷緊急用船着場付近
ウルトラマラソン・柴又100K
例年5月下旬または6月上旬（対象区間：東京都内・柴又公園から当該自転車道を挟み、茨城県五霞町内折り返し地点間）
みさとサマーフェスティバル花火大会
例年8月下旬／江戸川運動公園付近
東京センチュリーライド in 江戸川
例年9月下旬から10月中旬（対象区間：「ハーフ(90km)」・「3/4センチュリー(120km)」などにより設定コースが異なるが、柴又公園などから当該自転車道を経由し、関宿城記念会館や渡良瀬川サイクリングロード等との往復）（主催者・東京サイクリング協会）
その他
特に秋から冬にかけて沿線の高等学校などがマラソン大会などに利用しているので、これらの行事に遭遇した場合には衝突・接触事故を起こさぬ様に充分注意する必要がある。